# 園田直
園田 直（そのだ すなお、1913年〈大正2年〉12月11日 - 1984年〈昭和59年〉4月2日）は、日本の政治家、陸軍軍人。位階は正三位。
挺進第1連隊第2中隊長等を務める。階級は陸軍大尉。戦後一町田村助役・同村長を経て衆議院議員に当選。内閣官房長官、外務大臣、厚生大臣等を歴任。熊本県天草島出身。弟の幹男は陸軍少佐。後妻・よし子との間に生まれた長男の博之は内閣官房副長官・自由民主党衆議院議員を務めた。また後々妻・天光光との間に生まれた次男の直飛人は自身の議員秘書にしている。

## 来歴・人物

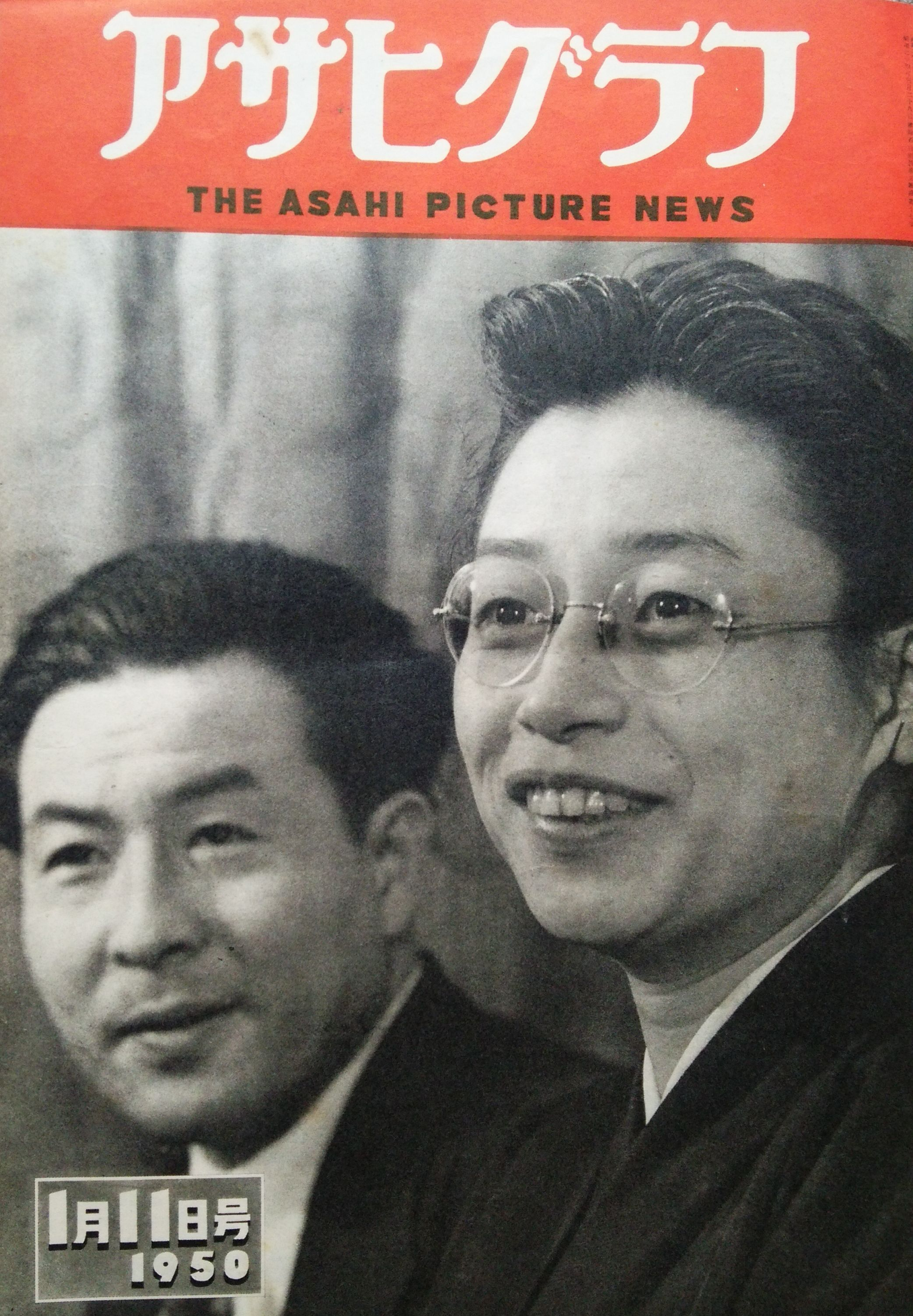
『アサヒグラフ』1950年1月11日号。妻の園田天光光と

町長・熊本県議会議員を務めた園田二三四の長男として生まれ、天草中学校（現熊本県立天草高等学校）を卒業し大阪歯科医学専門学校（現大阪歯科大学）に進学するが徴兵される。1935年に現役兵として歩兵第13連隊に入営、同年に幹部候補生となる。
兵役を終えて天草郡下浦小学校助教になり、1937年3月から本渓湖煤鉄公司に入社。同年12月予備陸軍少尉に任官し、召集のために退職、歩兵第13連隊に再び入営する。中支方面出征後、独立混成第11旅団参謀部附に移り、1940年、陸軍中尉に進級。1943年、陸軍大尉に進級し、空挺部隊である挺進第1連隊に配属される。マリアナ諸島飛行場への陸海軍合同の強行着陸作戦である剣号作戦に、陸軍部隊指揮官として突撃する参加が予定されたが、1945年8月の終戦で召集解除になり復員する。
1946年に天草郡一町田村（河浦町を経て現・天草市）助役に就任し、同年村長。
1947年、第23回衆議院議員総選挙で初当選。以後通算当選15回（当選同期に田中角栄・鈴木善幸・増田甲子七・中山マサ・倉石忠雄・荒木万寿夫・石田博英・原田憲・櫻内義雄・根本龍太郎・佐々木秀世・中村寅太など）。民主党野党派として1期上の北村徳太郎、当選同期の中曽根康弘らと行動を共にする。同じ熊本選出の大麻唯男に私淑、改進党、日本民主党を経て自由民主党結党後は河野一郎に仕えた。
1967年、厚生大臣に就任。現職厚生大臣としては初めて水俣市を訪れ、水俣病に苦しむ患者のやその家族に謝罪、水俣病を公害に認定した。
1968年、森清の死去を受けて森派（春秋会）会長に就任、園田派を率いる。この頃から福田赳夫を全面支持し、1972年、角福決戦の総裁選でも福田を支援。総裁選後、園田派を解消し藤尾正行、白浜仁吉らと共に福田派入りし、会長代行を務めた。
1976年、党内の反三木首相連合によるグループ・挙党協の福田派代表として、大平派代表の鈴木善幸、田中派代表の江崎真澄と共に「三木おろし」の最前線に立つ。また、大平正芳、鈴木善幸と話をつけて「大福一本化（大福密約）」をまとめた功績を買われ、その活躍もあって、同年の福田内閣誕生では園田の悲願でもあった首相の女房役である内閣官房長官に就任した。しかし、翌年の内閣改造では幹事長の大平と近い園田は外務大臣に回り、後任の官房長官は安倍晋太郎。官房長官留任を望んでいたが、この一件から福田への忠誠心が薄らいでいった。1978年、外務大臣として日中平和友好条約に署名・調印し、締結を果たす。
1979年の四十日抗争では、福田ではなく大平正芳に投票し、福田派を除名された。1980年、鈴木内閣で再び厚生大臣として入閣、翌年に「日米同盟」に関する解釈の不一致による伊東正義外務大臣の辞任を受け、閣内異動で3度目の外務大臣を務めた。鈴木首相の日米軍事同盟を批判的に見直す立場を支持し、政局の焦点に立った。
1981年に著書『世界 日本 愛』と、渡部亮次郎（政務秘書）による『園田直・全人像』が刊行された。
晩年は体調を崩しており、議員在職中の1984年4月2日、急性腎不全のため、東京都新宿区の慶應義塾大学病院で死去した。70歳没。死没日付をもって正三位に叙され、勲一等旭日大綬章を追贈された。追悼演説は同年4月25日の衆議院本会議で、岡田春夫により行われた。
生前、後継者を指名しなかったため、1986年の総選挙では、長男の園田博之と妻の園田天光光（博之にとっては継母）が双方とも後継者として立候補し、分裂選挙となった（選挙の結果は博之が当選し、天光光は落選した）。

## 関連文献
- 著書『世界 日本 愛』第三政経研究会（1981年）
- 渡部亮次郎『園田直・全人像』行政問題研究所出版局（1981年）
- 渡部亮次郎『さらば実力者』行政問題研究所出版局（1984年）
- 『空挺隊員 園田直』全日本空挺同志会 編、同編集委員会刊（1984年）、追悼集・非売品
- 『アルバム 園田直』古沢健一 編、伝記刊行委員会（1989年）、非売品
- 渡部亮次郎 編『園田外務・厚生大臣日程表　渡部亮次郎秘書官記録』日米文化振興会（1990年）

## 略歴
- 1947年 - 民主党より衆議院選挙に立候補、初当選。
- 1949年 - 12月 労農党議員の松谷天光光と党派を超えた電撃できちゃった結婚。「白亜の恋」と騒がれ、天光光の妊娠まで発覚。
- 1955年 - 3月 第2次鳩山一郎内閣で外務政務次官に就任。
- 1965年 - 12月 衆議院副議長に就任。建国記念の日制定に尽力。
- 1967年 - 11月 第2次佐藤栄作内閣で厚生大臣として初入閣。
- 1968年 - 11月 自民党国対委員長に就任。
- 1969年 - 1月 園田派会長に就任。
- 1972年 - 7月 園田派を解消し福田派に合流。
- 1976年 - 8月 三木内閣打倒を目指す挙党体制連絡協議会（挙党協）が結成され、代表世話人に就任。 12月 福田赳夫内閣で内閣官房長官。
- 1977年 - 11月 福田赳夫改造内閣で外務大臣。第1次大平正芳内閣まで留任。
- 1978年 - 8月12日 外相として日中平和友好条約を締結。
- 1979年 - 11月 四十日抗争で福田派から除名処分。
- 1980年 - 9月 斎藤邦吉厚相辞任で後任の厚生大臣に就任。
- 1981年 - 5月 伊東正義外相辞任で後任の外務大臣に就任。
- 1984年 - 4月2日 慶應義塾大学病院で糖尿病からくる急性腎不全のため死去。70歳。

## エピソード

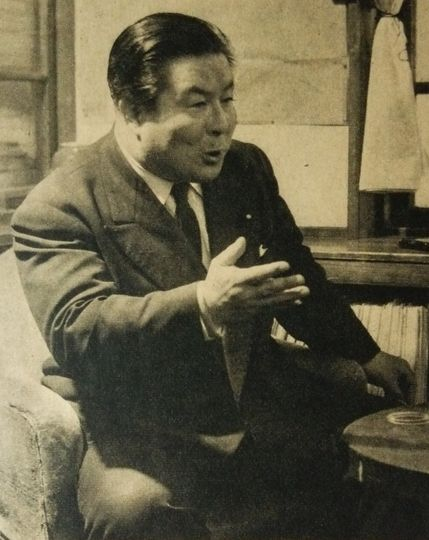
1955年

- 昭和の剣豪羽賀準一に師事し、剣道・居合に励んでいた。あるとき、稽古に遅れたために小走りで道場に入ったところ、羽賀に「天下を取ろうとするものが遅刻ごときで走るな」と一喝されたことがある。羽賀の没後は、弟子たちをまとめ一剣会羽賀道場を設立し初代会長になり、毎朝の稽古を欠かすことなく、稽古後に閣議に臨んでいた。剣道7段。
- 合気道8段。財団法人合気会理事。全日本合気道連盟会長。合気道創始者である植芝盛平の死去に際して葬儀委員長を務めた。
- 1938年の武漢作戦に歩兵少尉として参加し、「ひどい泥濘戦で、ほとんど半年も靴を脱がない時があった」ために「言語に絶する」ほどの悪臭を放つ水虫に感染した。戦後も長い間悩まされ、1954年に水虫研究の第一人者である小堀辰治博士の治療を受け、手術も受けてようやく完治した。小堀は「私の記憶する範囲ではまずまず最大級のひとつですね」と語ったという[4]。
- 国民民主党時代、園田や稲葉修ら5名の議員が旧日米安保条約の批准採決を欠席している。
- 学歴がないことを恥じており、1960年、長男博之の日本大学入学をきっかけに自身も同大学の通信教育課程に入学し、学士号取得を目指した。しかし既に有力議員であったため学生生活を送っている時間はなく、スクーリングやレポート・試験に至るまでほとんど秘書に任せていた。ある時この話を伝え聞いた当選同期の田中角栄に「園田さん、アンタはとっくに（息子さんに）教える立場だ」と笑われ、「それもそうだ」と納得。退学した（週刊アサ秘ジャーナル内での田中・園田と当選同期の松野頼三の発言による）。
- さまざまな女性問題が噂され「上半身と下半身は別物」の体現者が多くいた当時の政治家の中にあって、実績・人柄及び潔さによりこの件について悪く言われたことが無かった政治家である。厚生大臣在任中の1968年10月、お忍びで琉球政府施政下の沖縄を視察し、売春防止法がなく、女性の10人に1人が売春婦で性病が激増しているという実態を目の当たりにして衝撃を受けた[5]。
- 難民の地位に関する条約の批准にあたって社会保障各法の国籍条項の撤廃が必要であったが、厚生省と橋本龍太郎（当時の厚生大臣）は撤廃に反対し、一時は条約批准も危ぶまれた。1980年橋本に替わって厚生大臣になった園田は、社会保障各法の国籍条項を撤廃し、外国人であっても年金と児童扶養手当を受給できるようにした。
- 1981年5月23日、中央社会保険医療協議会は厚生大臣に対する答申の中で、インスリン自己注射の保険適用を認めるべきとし、同年6月1日から実施された。この答申直前まで厚生大臣の職にあった園田もまた重篤な糖尿病患者であり、糖尿病の合併症である腎症を患っていた。
- 1981年6月ASEAN拡大外相会議のためマニラを訪れていた園田外相は、疲労のため記者会見をホテルの自室で行う。場所もあってか園田はオフレコ懇談のような調子になり、前回の日米首脳会談の共同声明文批判から「いまどき共同声明などが存在するのがおかしい」と言い、さらに「共同声明には外交上の拘束力はない」とまで言ってしまう。通信社の配信を通じて発言を知った外務省は急遽園田に訂正談話の原稿を打電し、園田はその夜に緊急会見を開いて「無理に共同声明をまとめない方がよい場合もあるという趣旨だった」「外交上の拘束力がないというのは乱暴な言い方だった」と釈明と取り消しを行った。
- 1981年8月の日韓外相会談の席上、韓国側が安全保障問題も絡めて、日本に五年間で60億ドル（当時の2兆1,600億円）という法外な政府借款や技術移転を執拗に日本側に要求した。それに対して園田直外相は、「韓国では嫌いな相手からカネを借りたり、技術を教えてもらう社会習慣でもあるのか？」[6]と公式の席で発言している。
- 同年9月10日の国会答弁では「韓国がおっしゃる事はとてもとても私如き分際でですね相談に乗れる額じゃないと。私の常識から言えばですねえ、「金を借りる方が『ビタ一銭まかりならん』ということは、日本の常識ではなかなか通用できないことでありまして、ほとほと困っているところでございます。」と発言した。
- 無線操縦模型飛行機の操縦に長けており、長年にわたり、一愛好家として業界の発展に寄与した。これが縁で夫人の天光光は日本科学模型安全委員会名誉会長を務めた。
- あげましゅ、ビタ一銭（いっしぇん）、頼みましゅ、等々のお国訛りの言葉使いを話をした。